# Gubernia Tobolsk
Gubernia Tobolsk (rusă Тобольская губерния) a fost o diviziune administrativă (gubernie) a Imperiului Rus, Republicii Ruse și RSFSR, situată în Munții Urali și Siberia. A existat din 1796 până în 1920. Capitala guberniei a fost orașul Tobolsk, iar în perioada în 1919–1920 orașul Tiumen.

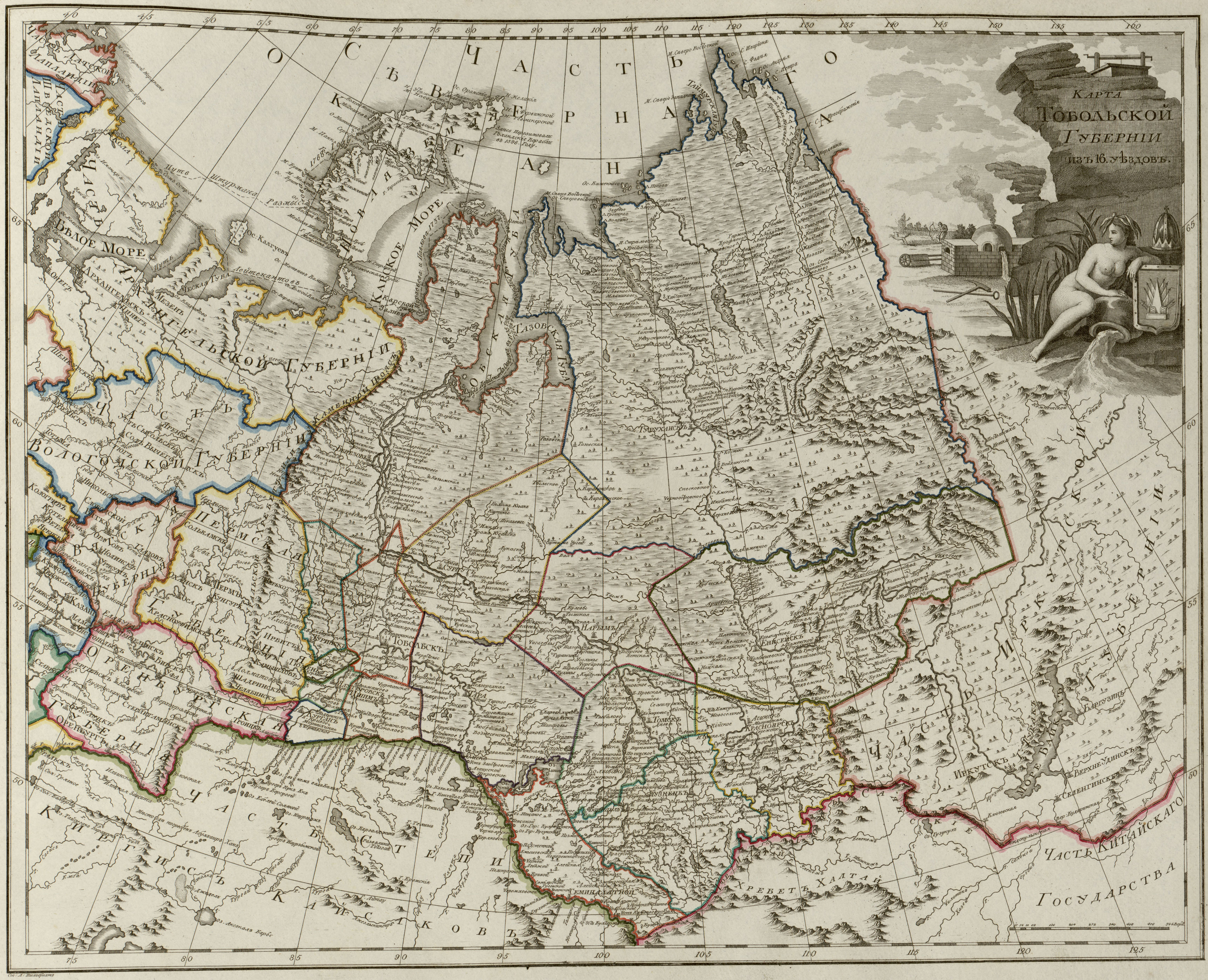
Gubernia Tobolsk (16 uezduri), Atlasul Imperiului Rus